# Zivandani
Zivandani är en ort i Komorerna.   Den ligger i distriktet Grande Comore, i den nordvästra delen av landet, 6 km norr om huvudstaden Moroni. Zivandani ligger 68 meter över havet och antalet invånare är 976. Den ligger på ön Grande Comore.
Terrängen runt Zivandani är huvudsakligen kuperad, men åt sydost är den bergig. Havet är nära Zivandani västerut. Runt Zivandani är det tätbefolkat, med 411 invånare per kvadratkilometer. Närmaste större samhälle är Moroni, 6,4 km söder om Zivandani. Omgivningarna runt Zivandani är en mosaik av jordbruksmark och naturlig växtlighet.